# Stampede Wrestling North American Heavyweight Championship
Lo Stampede Wrestling North American Heavyweight Championship, talvolta promosso come NWA North American Heavyweight Championship (Calgary version) è stato un titolo di wrestling promosso dalla federazione Stampede Wrestling, territorio della National Wrestling Alliance (NWA).
Il titolo fu attivo dal 1968 al 1989, e nuovamente dal 1998 al 2008 in un revival della federazione.

## Storia
Il titolo fa parte di una serie di riconoscimenti con lo stesso nome promossi dai territori della NWA. Nel 1968 la federazione canadese della Stampede Wrestling iniziò a promuovere una sua versione del titolo con il nome di Stampede Wrestling North American Heavyweight Championship come suo titolo secondario, utilizzando talvolta l'acronimo NWA in maniera non ufficiale. Nel 1972, in seguito alla cessazione della propria versione del NWA Canadian Heavyweight Championship, il titolo divenne il riconoscimento massimo della federazione. 
Fu cessato una prima volta nel 1989, con la chiusura della Stampede. La federazione riaprì nel 1998, e il titolo fu nuovamente riattivato come riconoscimento di vertice. La Stampede cessò definitivamente le attività nel 2008. 

## Albo d'oro
| Legenda  |                                                                               |
| -------- | ----------------------------------------------------------------------------- |
| #        | Indica il numero del regno titolato                                           |
| Regno    | Viene indicato il numero del regno del campione                               |
| Data     | La data in cui il titolo è stato vinto                                        |
| Località | Indica il luogo in cui il titolo è stato vinto                                |
| Note     | Indica notizie particolari riguardanti i cambi di titolo o altre informazioni |

| #   | Campione                | Regno | Data              | Giorni | Località                       | Evento     | Note | Fonti |
| --- | ----------------------- | ----- | ----------------- | ------ | ------------------------------ | ---------- | --- | ----- |
| 1   | Archie Gouldie          | 1     | 28 febbraio 1968  | 201    | Saskatoon, Saskatchewan        | House show | In uno spareggio per decretare il campione inaugurale, sconfiggendo Pat O'Connor. Durante questo periodo Gouldie deteneva anche il NWA Canadian Heavyweight Championship. | [ 2 ] |
| 2   | Stan Stasiak            | 1     | 16 settembre 1968 | 1      | Lethbridge, Alberta            | House show | |       |
| 3   | Archie Gouldie          | 2     | 17 settembre 1968 | 7      | Edmonton, Alberta              | House show | |       |
| 4   | Vic Rosetanni           | 1     | 24 settembre 1968 | 17     | Edmonton, Alberta              | House show | Vincendo il titolo a tavolino per infortunio di Gouldie. |       |
| —   | Vacante                 | —     | 11 ottobre 1968   | —      | —                              | —          | Il titolo fu reso vacante in seguito ad un finale controverso di una difesa titolata contro Stan Stasiak.                                                                 |       |
| 5   | Stan Stasiak            | 2     | 18 ottobre 1968   | 60     | Calgary, Alberta               | House show | In uno spareggio per riassegnare il titolo vacante contro Vic Rosetanni.                                                                                                  |       |
| 6   | Archie Gouldie          | 3     | 17 dicembre 1968  | 59     | Edmonton, Alberta              | House show | |       |
| 7   | Dave Ruhl               | 1     | 14 febbraio 1969  | 7      | Calgary, Alberta               | House show | |       |
| 8   | Archie Gouldie          | 4     | 21 febbraio 1969  | 41     | Calgary, Alberta               | House show | |       |
| 9   | Angelo Mosca            | 1     | 3 aprile 1969     | 7      | Regina, Saskatchewan           | House show | |       |
| —   | Vacante                 | —     | 10 aprile 1969    | —      | —                              | —          | Il titolo fu reso vacante in seguito ad un finale controverso di una difesa titolata contro Archie Gouldie.                                                               |       |
| 10  | Angelo Mosca            | 2     | 22 aprile 1969    | 14     | Edmonton, Alberta              | House show | In uno spareggio per riassegnare il titolo vacante contro Archie Gouldie. Il cambio di titolo fu messo in scena nuovamente tre giorni dopo a Calgary.                     |       |
| 11  | Archie Gouldie          | 5     | 6 maggio 1969     | 51     | Edmonton, Alberta              | House show | Il cambio di titolo fu messo in scena nuovamente anche dieci giorni dopo a Calgary.                                                                                       |       |
| 12  | Bill Robinson           | 1     | 26 giugno 1969    | 225    | --                             | --         | Vincendo il titolo a tavolino quando Gouldie non ptè difenderlo. |       |
| 13  | Abdullah the Butcher    | 1     | 6 febbraio 1970   | 14     | Calgary, Alberta               | House show | Durante questo periodo Abdullah deteneva anche il NWA Canadian Heavyweight Championship.                                                                                  |       |
| 14  | Bill Robinson           | 2     | 20 febbraio 1970  | 7      | Calgary, Alberta               | House show | |       |
| 15  | Abdullah the Butcher    | 2     | 27 febbraio 1970  | 49     | Calgary, Alberta               | House show | |       |
| 16  | Jerry Christy           | 1     | 17 aprile 1970    | 14     | Calgary, Alberta               | House show | |       |
| 17  | Abdullah the Butcher    | 3     | 1 maggio 1970     | 6      | Calgary, Alberta               | House show | |       |
| 18  | Jerry Christy           | 2     | 7 maggio 1970     | 7      | Calgary, Alberta               | House show | | [ 3 ] |
| 19  | Abdullah the Butcher    | 4     | 14 maggio 1970    | 92     | Calgary, Alberta               | House show | |       |
| 20  | Dave Ruhl               | 2     | 14 agosto 1970    | 42     | Calgary, Alberta               | House show | |       |
| 21  | Sweet Daddy Siki        | 1     | 25 settembre 1970 | 56     | Calgary, Alberta               | House show | |       |
| 22  | Abdullah the Butcher    | 5     | 20 novembre 1970  | 112    | Calgary, Alberta               | House show | |       |
| 23  | Les Thornton            | 1     | 12 marzo 1971     | 1      | Calgary, Alberta               | House show | Il cambio di titolo fu messo in scena nuovamente il giorno dopo a Edmonton.                                                                                               |       |
| —   | Vacante                 | —     | 13 marzo 1971     | —      | —                              | —          | Il titolo fu reso vacante in seguito ad un finale controverso di una difesa titolata contro Black Angus Campbell.                                                         |       |
| 24  | Black Angus Cambpell    | 1     | 27 agosto 1971    | 63     | Calgary, Alberta               | House show | In uno spareggio per riassegnare il titolo vacante contro Black Angus Campbell.                                                                                           |       |
| 25  | John Quinn              | 1     | 29 ottobre 1971   | 8      | Calgary, Alberta               | House show | |       |
| 26  | Black Angus Cambpell    | 2     | 6 novembre 1971   | 20     | Edmonton, Alberta              | House show | |       |
| 27  | Bob Lueck               | 1     | 26 novembre 1971  | 7      | Calgary, Alberta               | House show | |       |
| 28  | Kurt Von Hess           | 1     | 3 dicembre 1971   | 77     | Calgary, Alberta               | House show | |       |
| 29  | Tor Kamata              | 1     | 18 febbraio 1972  | 105    | Calgary, Alberta               | House show | |       |
| 30  | Geoff Portz             | 1     | 2 giugno 1972     | 21     | Calgary, Alberta               | House show | |       |
| 31  | Tor Kamata              | 2     | 23 giugno 1972    | 26     | Calgary, Alberta               | House show | |       |
| 32  | Dan Kroffat             | 1     | 19 luglio 1972    | 15     | Saskatoon, Saskatchewan        | House show | |       |
| 33  | Tor Kamata              | 3     | 4 agosto 1972     | 14     | Calgary, Alberta               | House show | |       |
| 34  | Geoff Portz             | 2     | 18 agosto 1972    | 21     | Calgary, Alberta               | House show | |       |
| 35  | Kendo Nagasaki          | 1     | 8 settembre 1972  | 91     | Calgary, Alberta               | House show | |       |
| 36  | Geoff Portz             | 3     | 8 dicembre 1972   | 28     | Calgary, Alberta               | House show | |       |
| 37  | Abdullah the Butcher    | 6     | 5 gennaio 1973    | 105    | Calgary, Alberta               | House show | |       |
| 38  | Archie Gouldie          | 6     | 20 aprile 1973    | 68     | Calgary, Alberta               | House show | |       |
| 39  | Dan Kroffat             | 2     | 27 giugno 1973    | 7      | Saskatoon, Saskatchewan        | House show | |       |
| 40  | Archie Gouldie          | 7     | 4 luglio 1973     | 42     | Saskatoon, Saskatchewan        | House show | Il cambio di titolo fu messo in scena nuovamente due giorni dopo a Calgary.                                                                                               |       |
| 41  | Dan Kroffat             | 3     | 15 agosto 1973    | 9      | Saskatoon, Saskatchewan        | House show | |       |
| 42  | Gil Hayes               | 1     | 24 agosto 1973    | 77     | Calgary, Alberta               | House show | |       |
| 43  | Omar Atlas              | 1     | 9 novembre 1973   | 49     | Calgary, Alberta               | House show | |       |
| 44  | Archie Gouldie          | 8     | 28 dicembre 1973  | 46     | Calgary, Alberta               | House show | |       |
| 45  | Larry Lane              | 1     | 12 febbraio 1974  | 2      | Prince Albert, Saskatchewan    | House show | |       |
| 46  | Archie Gouldie          | 9     | 14 febbraio 1974  | 8      | Regina, Saskatchewan           | House show | |       |
| 47  | Harley Race             | 1     | 22 febbraio 1974  | 14     | Calgary, Alberta               | House show | |       |
| 48  | Archie Gouldie          | 10    | 8 marzo 1974      | --     | Calgary, Alberta               | House show | |       |
| 49  | Danny Little Bear       | 1     | marzo 1974        | --     | --                             | --         | |       |
| —   | Vacante                 | —     | aprile 1974       | —      | —                              | —          | Il titolo fu reso vacante in seguito ad un finale controverso di una difesa titolata contro Archie Gouldie.                                                               |       |
| 50  | John Quinn              | 2     | 19 luglio 1974    | 125    | Calgary, Alberta               | House show | Non è noto se Quinn ha vinto il titolo in un torneo o in uno spareggio.                                                                                                   |       |
| 51  | Les Thornton            | 2     | 21 novembre 1974  | 29     | Regina, Saskatchewan           | House show | |       |
| 52  | John Quinn              | 3     | 20 dicembre 1974  | 21     | Calgary, Alberta               | House show | |       |
| 53  | Larry Lane              | 2     | 10 gennaio 1975   | 28     | Calgary, Alberta               | House show | |       |
| 54  | Curtis Iaukea           | 1     | 7 febbraio 1975   | 181    | Calgary, Alberta               | House show | |       |
| 55  | Larry Lane              | 3     | 7 agosto 1975     | --     | Regina, Saskatchewan           | House show | |       |
| —   | Vacante                 | —     | 1975              | —      | —                              | —          | Il titolo fu reso vacante in seguito ad un infortunio di Lane. |       |
| 56  | Frankie Laine           | 1     | 12 dicembre 1975  | 35     | Calgary, Alberta               | House show | In uno spareggio per riassegnare il titolo vacante contro Butcher Brannigan.                                                                                              |       |
| 57  | Gilles Poisson          | 1     | 16 gennaio 1976   | 8      | Calgary, Alberta               | House show | |       |
| 58  | Frankie Laine           | 2     | 24 gennaio 1976   | 13     | Edmonton, Alberta              | House show | |       |
| 59  | Karl Schotz             | 1     | 6 febbraio 1976   | 147    | Calgary, Alberta               | House show | |       |
| 60  | Archie Gouldie          | 11    | 2 luglio 1976     | 71     | Calgary, Alberta               | House show | |       |
| 61  | Dan Kroffat             | 4     | 11 settembre 1976 | --     | Edmonton, Alberta              | House show | |       |
| 62  | Larry Lane              | 4     | ottobre 1976      | --     | --                             | --         | |       |
| 63  | Killer Tim Brooks       | 1     | 4 febbraio 1977   | 168    | Calgary, Alberta               | House show | |       |
| 64  | Dan Kroffat             | 5     | 22 luglio 1977    | 49     | Calgary, Alberta               | House show | |       |
| —   | Vacante                 | —     | 9 settembre 1977  | —      | —                              | —          | Il titolo fu reso vacante per il ritiro di Kroffat. |       |
| 65  | Don Gagne               | 1     | 7 ottobre 1977    | 91     | Calgary, Alberta               | House show | In un torneo per riassegnare il titolo vacante, sconfiggendo in finale Bobby Burk.                                                                                        |       |
| 66  | Leo Burke               | 1     | 6 gennaio 1978    | 63     | Calgary, Alberta               | House show | |       |
| 67  | Mad Dog Martel          | 1     | 10 marzo 1978     | 42     | Calgary, Alberta               | House show | Il cambio di titolo fu messo in scena nuovamente due giorni dopo a Edmonton.                                                                                              |       |
| 68  | Leo Burke               | 2     | 21 aprile 1978    | 28     | Calgary, Alberta               | House show | |       |
| 69  | Mr. Sakurada            | 1     | 19 maggio 1978    | 105    | Calgary, Alberta               | House show | Il cambio di titolo fu messo in scena nuovamente il giorno dopo a Edmonton.                                                                                               |       |
| 70  | Paddy Ryan              | 1     | 1 settembre 1978  | 21     | Calgary, Alberta               | House show | |       |
| 71  | Kasavudu                | 1     | 22 settembre 1978 | 49     | Calgary, Alberta               | House show | |       |
| 72  | Alo Leilani             | 1     | 10 novembre 1978  | 21     | Calgary, Alberta               | House show | |       |
| 73  | The Junkyard Dog        | 1     | 1 dicembre 1978   | 126    | Calgary, Alberta               | House show | |       |
| 74  | Jake Roberts            | 1     | 6 aprile 1979     | 112    | Calgary, Alberta               | House show | |       |
| 75  | The Junkyard Dog        | 2     | 27 luglio 1979    | 15     | Calgary, Alberta               | House show | |       |
| 76  | Larry Lane              | 5     | 11 agosto 1979    | 66     | Edmonton, Alberta              | House show | |       |
| 77  | Leo Burke               | 3     | 16 ottobre 1979   | 24     | Regina, Saskatchewan           | House show | |       |
| 78  | Don Gagne               | 2     | 9 novembre 1979   | 29     | Calgary, Alberta               | House show | |       |
| 79  | Mr. Sekigawa            | 1     | 8 dicembre 1979   | 45     | Edmonton, Alberta              | House show | |       |
| 80  | Leo Burke               | 4     | 22 gennaio 1980   | 98     | Regina, Saskatchewan           | House show | |       |
| 81  | Bret Hart               | 1     | 29 aprile 1980    | 3      | Regina, Saskatchewan           | House show | |       |
| 82  | Leo Burke               | 5     | 2 maggio 1980     | 1      | Calgary, Alberta               | House show | |       |
| 83  | Bret Hart               | 2     | 3 maggio 1980     | 153    | Edmonton, Alberta              | House show | |       |
| 84  | Duke Myers              | 1     | 3 ottobre 1980    | --     | Calgary, Alberta               | House show | |       |
| 85  | Bret Hart               | 3     | ottobre 1980      | --     | --                             | House show | |       |
| 86  | David Schultz           | 1     | 31 gennaio 1981   | 20     | Edmonton, Alberta              | House show | |       |
| 87  | Leo Burke               | 6     | 20 febbraio 1981  | 7      | Calgary, Alberta               | House show | |       |
| 88  | David Schultz           | 2     | 27 febbraio 1981  | 203    | Calgary, Alberta               | House show | | [ 4 ] |
| 89  | Mr. Hito                | 1     | 18 settembre 1981 | 14     | Calgary, Alberta               | House show | |       |
| 90  | David Schultz           | 3     | 2 ottobre 1981    | 35     | Calgary, Alberta               | House show | |       |
| 91  | Mr. Hito                | 2     | 6 novembre 1981   | 133    | Calgary, Alberta               | House show | |       |
| —   | Vacante                 | —     | 19 marzo 1982     | —      | —                              | —          | Il titolo fu reso vacante in seguito ad un infortunio di Mr. Hito. |       |
| 92  | Leo Burke               | 7     | 21 marzo 1982     | 97     | Calgary, Alberta               | House show | In un torneo per riassegnare il titolo vacante, sconfiggendo in finale Duke Myers.                                                                                        |       |
| 93  | Bret Hart               | 4     | 26 giugno 1982    | 69     | Edmonton, Alberta              | House show | |       |
| 94  | Bad News Allen          | 1     | 3 settembre 1982  | 44     | Calgary, Alberta               | House show | | [ 5 ] |
| 95  | Bret Hart               | 5     | 17 ottobre 1982   | 89     | Calgary, Alberta               | House show | |       |
| 96  | Leo Burke               | 8     | 14 gennaio 1983   | 109    | Calgary, Alberta               | House show | | [ 6 ] |
| 97  | Bret Hart               | 6     | 3 maggio 1983     | 74     | Regina, Saskatchewan           | House show | | [ 7 ] |
| 98  | Bad News Allen          | 2     | 16 luglio 1983    | 160    | Edmonton, Alberta              | House show | |       |
| 99  | Archie Gouldie          | 12    | 23 dicembre 1983  | 28     | Calgary, Alberta               | House show | |       |
| 100 | Killer Khan             | 1     | 20 gennaio 1984   | 49     | Calgary, Alberta               | House show | |       |
| 101 | Dynamite Kid            | 1     | 9 marzo 1984      | 21     | Calgary, Alberta               | House show | |       |
| 102 | Bad News Allen          | 3     | 30 marzo 1984     | 80     | Calgary, Alberta               | House show | Dynamite Kid sconfisse Allen per il titolo il 23 aprile, ma il cambio di titolo fu annullato.                                                                             |       |
| 103 | Davey Boy Smith         | 1     | 18 giugno 1984    | 551    | Vancouver. Columbia Britannica | House show | |       |
| 104 | Kerry Brown             | 1     | 21 dicembre 1985  | 90     | Edmonton, Alberta              | House show | |       |
| 105 | Ron Ritchie             | 1     | 21 marzo 1986     | 0      | Vancouver. Columbia Britannica | House show | |       |
| —   | Vacante                 | —     | 21 marzo 1986     | —      | —                              | —          | Il titolo fu reso vacante a causa di un finale controverso nella vittoria di Ritchie.                                                                                     |       |
| 106 | Ron Ritchie             | 2     | 22 marzo 1986     | 44     | Edmonton, Alberta              | House show | In uno spareggio per riassegnare il titolo contro Brown. |       |
| 107 | Steve DiSalvo           | 1     | 5 maggio 1986     | 7      | Vancouver. Columbia Britannica | House show | | [ 8 ] |
| 108 | Bad News Allen          | 4     | 12 maggio 1986    | 39     | Swift Current, Saskatchewan    | House show | |       |
| 109 | Honky Tonk Wayne        | 1     | 20 giugno 1986    | 70     | Calgary, Alberta               | House show | |       |
| —   | Vacante                 | —     | 29 agosto 1986    | —      | —                              | —          | Il titolo fu reso vacante quando Wayne lasciò la federazione per unirsi alla WWF.                                                                                         |       |
| 110 | Makhan Singh            | 1     | 31 ottobre 1986   | 80     | Calgary, Alberta               | House show | In un torneo per riassegnare il titolo vacante, sconfiggendo in finale Owen Hart.                                                                                         |       |
| 111 | Owen Hart               | 1     | 19 gennaio 1987   | 11     | Medicine Hat, Alberta          | House show | |       |
| 112 | Makhan Singh            | 2     | 30 gennaio 1987   | 70     | Calgary, Alberta               | House show | |       |
| 113 | Owen Hart               | 2     | 10 aprile 1987    | 392    | Calgary, Alberta               | House show | |       |
| 114 | Makhan Singh            | 3     | 6 maggio 1988     | 217    | Calgary, Alberta               | House show | | [ 9 ] |
| 115 | Don Muraco              | 1     | 9 dicembre 1988   | 105    | Edmonton, Alberta              | House show | |       |
| 116 | Davey Boy Smith         | 2     | 24 marzo 1989     | 36     | Calgary, Alberta               | House show | |       |
| 117 | Larry Cameron           | 1     | 29 aprile 1989    | --     | Calgary, Alberta               | House show | |       |
| —   | Disattivato             | —     | dicembre 1989     | —      | —                              | —          | Il titolo fu disattivato con la chiusura della federazione. |       |
| 118 | Tatanka                 | 1     | ottobre 1998      | --     | Tampa, Florida                 | House show | |       |
| 119 | Principal Richard Pound | 1     | aprile 2000       | --     | Michigan                       | House show | |       |
| 120 | Bruce Hart              | 1     | 13 aprile 2001    | 68     | Calgary, Alberta               | House show | |       |
| 121 | Michael Modest          | 1     | 20 giugno 2001    | 367    | Lethbridge, Alberta            | House show | |       |
| 122 | Bruce Hart              | 2     | 22 giugno 2002    | 28     | Calgary, Alberta               | House show | |       |
| —   | Vacante                 | —     | 20 luglio 2002    | —      | —                              | —          | Hart rese vacante il titolo per potersi concentrare sulla difesa dello Stampede Wrestling International Tag Team Championship.                                            |       |
| 123 | Karnage                 | 1     | 22 agosto 2003    | 147    | Calgary, Alberta               | House show | In un torneo per riassegnare il titolo vacante, sconfiggendo in finale Harry Smith.                                                                                       |       |
| 124 | Harry Smith             | 1     | 16 gennaio 2004   | --     | Calgary, Alberta               | House show | |       |
| —   | Vacante                 | —     | maggio 2005       | —      | —                              | —          | Il titolo fu reso vacante per motivi non noti. |       |
| 125 | Eddie Mustang           | 1     | 3 giugno 2005     | --     | Calgary, Alberta               | House show | In un 3-way match per riassegnare il titolo vacante contro Karnage e Tiger Raj Singh.                                                                                     |       |
| —   | Vacante                 | —     | settembre 2005    | —      | —                              | —          | Il titolo fu reso vacante per motivi non noti. |       |
| 126 | TJ Wilson               | 1     | 25 novembre 2005  | 105    | Calgary, Alberta               | House show | In un torneo per riassegnare il titolo vacante, sconfiggendo in finale Harry Smith.                                                                                       |       |
| 127 | Apocalypse              | 1     | 10 marzo 2006     | --     | Calgary, Alberta               | House show | TJ Wilson vinse nuovamente il titolo il 15 settembre 2006, ma il cambio di titolo non fu riconosciuto.                                                                    |       |
| —   | Vacante                 | —     | 2007              | —      | —                              | —          | Il titolo fu reso vacante per motivi non noti. |       |
| 128 | Chris Steel             | 1     | 21 settembre 2007 | 84     | Calgary, Alberta               | House show | In un 4-way match per riassegnare il titolo vacante contro Gama Singh Jr., Randy Myers e Tiger Raj Singh.                                                                 |       |
| 129 | Randy Myers             | 1     | 14 dicembre 2007  | --     | Calgary, Alberta               | House show | |       |
| —   | Disattivato             | —     | aprile 2008       | —      | —                              | —          | Il titolo fu disattivato con la chiusura della federazione. |       |